# The Terror Live
Pour plus de détails, voir Fiche technique et Distribution.
The Terror Live (hangeul : 더 테러 라이브 ; RR : Deu taero raibeu ; MR : Tŏ T'lŏ Raipŭ ; litt. « La terreur en direct ») est un film sud-coréen réalisé par Kim Byung-woo, sorti en 2013.

## Synopsis
En pleine émission de radio, un mystérieux auditeur déclare à un animateur une explosion sur le célèbre pont de Mapo, avant que l'acte ne se passe. Ce dernier fait tout pour reprendre son ancien poste à la télévision et pour couvrir le terrorisme en direct afin de trouver une solution possible…

## Fiche technique
Sauf indication contraire ou complémentaire, les informations mentionnées dans cette section peuvent être confirmées par la base de données de KMDb
- Titre original : 더 테러 라이브
- Titre international : The Terror Live
- Réalisation et scénario : Kim Byung-woo
- Musique : Lee Joo-no
- Décors : Kim Si-yong
- Costumes : Chae Kyeong-wha
- Photographie : Byeon Bong-soon
- Son : Kim Sook-won et Park Joo-gang
- Montage : Kim Chang-soo
- Production : Lee Choon-yeon
- Coproduction : Jeon Ryeo-kyeong
- Société de production : Cine 2000
- Société de distribution : Lotte Entertainment
- Pays de production :  Corée du Sud
- Langue originale : coréen
- Format : couleur
- Genre : thriller, drame
- Durée : 98 minutes
- Dates de sortie :
  - Corée du Sud : 26 juillet 2013 (Festival international du film fantastique de Puchon) ; 31 juillet 2013 (sortie nationale)
  - France : 30 septembre 2015 (DVD / Blu-ray)

## Distribution
- Ha Jeong-woo : Yoon Yeong-hwa
- Lee Geung-young : Cha Dae-eun
- Jeon Hye-jin : Park Jeong-min
- Lee David : Park Sin-woo
- Kim So-jin : Lee, la journaliste
- Kim Hong-pa : Joo Jin-cheol

## Distinctions

### Récompenses
- Pusan Film Critics Awards 2013 : meilleur nouveau réalisateur
- Buil Film Awards 2013 :
  - Meilleur nouveau réalisateur
  - Meilleur scénario pour Kim Byeong-woo
- Blue Dragon Film Awards 2013 : meilleur nouveau réalisateur
- Golden Cinema Festival 2014 : meilleur acteur pour Ha Jeong-woo

### Nominations
- Buil Film Awards 2013 :
  - Meilleur acteur pour Ha Jeong-woo
  - Meilleure actrice dans le second rôle pour Jeon Hye-jin
- Blue Dragon Film Awards 2013 :
  - Meilleur acteur pour Ha Jeong-woo
  - Meilleur scénario pour Kim Byeong-woo
- Chunsa Film Art Awards 2014 : meilleurs décors pour Kim Si-yong
- Baeksang Arts Awards 2014 :
  - Meilleur film
  - Meilleur réalisateur
  - Meilleur acteur pour Ha Jeong-woo
  - Meilleur scénario pour Kim Byeong-woo